# Цуканова Марія
Марія Михайлівна Скоромна (20 жовтня 1905 — 28 вересня 1998), у шлюбі Цуканова — українська письменниця (проза, драматургія).

## З біографії
Народилася 20 жовтня 1905 року в Україні в родині службовця Михайла Скоромного. Закінчила гімназію, навчалася у музичному технікумі, потім — у Харківському інституті музичної культури (1920–1926). Почала писати російською, під впливом першого чоловіка — Івана Благовірова — спробувала писати українською. Почала друкуватися на початку 1930-х років. У 1933 році було заарештовано чоловіка, котрий незабаром помер в ув'язненні. Працювала піаністкою в естрадному бюро (1935–1941), потім в Ізюмському залізничному клубі. У 1936 році одружилася з В. Цукановим. Наприкінці Другої світової війни переїхала до Львова. У 1943–1944 роках перебувала у Львові, потім емігрувала до Німеччини (1944), перебувала в таборах Бірау (Німеччина), Ляндек (Австрія). Емігрувала до Аргентини (1949), потім до США (1961), де перебував її син. Мешкала в штаті Південна Кароліна. У 1992 році втратила чоловіка. 
Померла 28 вересня 1998 року, похована на українському цвинтарі у Вашингтоні.

## Творчість
Авторка повістей «Святий хутір» (1930), «Їхня таємниця» (1943), «На грані двох світів» (1949–1950); роману «Проба» (1947), збірок оповідань «Шовкова рукавичка» (1946), «Бузковий цвіт» (1951); п'єс «Проліски» (1944), «Слава», «Завтра знову зійде сонце» (1968); «Моїх спогадів».
Окремі видання:
- Цуканова М. Бузковий цвіт. -Буенос-Айрес: Вид-во Ю. Середяка, 1951. — 128 с.
- Цуканова М. Дощ іде // СвітоВид. — 1990. — Вип. 4. — С. 53-64.
- Цуканова М. Їхня таємниця. Повість та оповідання, уривок з роману. — К.: Світовид, 1992. — 174 с.
- Цуканова М. Мої спогади. Частина І // Світо-Вид. — 1993. -№ 11. — С. 98-112.
- Цуканова М. Мої спогади. Частина ІІ // Світо-Вид. — 1993. -№ 12. — С. 85-99.
- Цуканова М. На грані двох світів. — Буенос-Айрес: Вид-во Ю. Середяка, 1968. — 258 с.
- Цуканова М. Проліски. Драма. — Краків — Львів, 1944. — 32 с.
- Цуканова М. Шовкова рукавичка. Оповідання. — Буенос-Айрес: Промінь, 1946. — 32 с.